# Faḍl al-Shāʻirah
Faḍl al-Shāʻirah (en árabe: فضل الشاعرة‎:  "Faḍl la poetisa", fallecida en 871) fue una de las "tres primeras esclavas cantoras abásidas ... particularmente famosas por su poesía" y es una de las poetisas árabes medievales más importante cuyo trabajo se ha conservado.

## Vida
Nacida en al-Yamama, Fadl fue llevada a Basora, (actual Irak). Sus hermanos la vendieron a un oficial principal del califato, y él la entregó al califa Al-Mutawákkil (r. 847-861). Fadl se convirtió en una figura prominente en la corte. Según ibn Annadim, un bibliógrafo (muerto en 1047), el 'diván' de Fadl constaba de veinte páginas.

## Poesía
Un ejemplo del trabajo de Fadl, en la traducción de Abdullah al-Udhari, es:
El siguiente poema fue escrito en respuesta al poeta Abu Dulaf (fallecido en 840) quien insinuó en un poema que no era virgen y él prefería a las vírgenes, a las que comparaba con perlas sin perforar.
"Las bestias de montar no es un placer montarlas hasta que están embridadas y ensilladas.
Así que las perlas son inútiles a menos que estén perforadas y enhebradas."